# Степанівська сільська рада (Буринський район)
Степанівська сільська́ ра́да — колишній орган місцевого самоврядування в Буринському районі Сумської області. Адміністративний центр — село Степанівка.

## Загальні відомості
- Населення ради: 903 особи (станом на 2001 рік)

## Населені пункти
Сільській раді підпорядковані населені пункти:
- с. Степанівка
- с. Чалищівка

## Склад ради
Рада складається з 12 депутатів та голови.
- Голова ради: Половко Віра Миколаївна
- Секретар ради: Андрієнко Антоніна Іванівна

### Керівний склад попередніх скликань
| Прізвище, ім'я, по батькові | Основні відомості                                                                           | Дата обрання | Дата звільнення |
| --------------------------- | ------------------------------------------------------------------------------------------- | ------------ | --------------- |
| Половко Віра Миколаївна     | Сільський голова, 1960 року народження, освіта вища, Всеукраїнське об'єднання «Батьківщина» | 26.03.2006   | 31.10.2010      |
| Половко Віра Миколаївна     | Сільський голова, 1960 року народження, освіта вища, член Партії регіонів                   | 31.10.2010   |                 |

Примітка: таблиця складена за даними сайту Верховної Ради України